# 粉叶新木姜子
粉叶新木姜子（学名：Neolitsea aurata var. glauca）为樟科新木姜子属下的一个变种。